# Synidotea oahu
Synidotea oahu är en kräftdjursart som beskrevs av Moore 2004. Synidotea oahu ingår i släktet Synidotea och familjen tånglöss. Inga underarter finns listade i Catalogue of Life.